# ویکی‌پدیای آسی
ویکی‌پدیای آسی یا ویکی‌پدیای اُسِتی (به آسی: Ирон Википеди) نسخهٔ زبان آسی (اُسِتی) وبگاه ویکی‌پدیا است.  زبان آسی در ۱۹ اوت ۲۰۱۱ با بیش از ۷٬۸۶۰ مقاله در ردهٔ یکصدودوازدهم ویکی‌پدیاها قرار داشت. در ۳۱ اکتبر ۲۰۱۵، با ۱۰٬۱۹۷ مقاله، در ردهٔ صدوبیست‌ونهم قرار گرفت.
ویکی‌پدیای آسی، هم‌اکنون ۲۶ مارس ۲۰۲۵ میلادی، ۲۶٬۲۱۰ کاربرِ ثبت‌نام‌کرده، ۳ مدیر، و ۲۰٬۰۷۱ مقاله دارد.